# Parachute
"Parachute" – piosenka R&B stworzona przez Ingrid Michaelson i Marshalla Altmana na debiutancki album studyjny brytyjskiej wokalistki pop Cheryl Cole, 3 Words (2009). Wyprodukowany przez Syience oraz will.i.ama, utwór wydany został jako trzeci singel promujący krążek dnia 15 marca 2010 w Wielkiej Brytanii.

## Informacje o singlu
Za pośrednictwem oficjalnej strony internetowej wokalistka wyznała, iż utwór jest jednym z "ciekawiej brzmiących" kompozycji na albumie stwierdzając, że jest "wyjątkowy". Cole potwierdziła również, że zwrot "Ty jesteś swoim najgorszym wrogiem, nigdy nie wygrasz walki" jest jej ulubionym tekstem zawartym na albumie. Artystka wyjawiła także, iż "Parachute" początkowo miał być pierwszym singlem promującym wydawnictwo, jednak ostatecznie stała się nim piosenka "Fight for This Love". Utwór wydany został jako trzeci singel prezentujący krążek dnia 15 marca 2010.
"Parachute" zyskał głównie pozytywne recenzje od profesjonalnych krytyków muzycznych. Mike Diver, recenzent portalu BBC Music stwierdził, iż kompozycja "zapada w pamięć" ze względu słyszaną w tle melodię "orkiestry wojskowej", zaś Nick Levine, krytyk witryny Digital Spy przyznał, że piosenka zawiera "słodką kombinację", na którą składają się "instrumenty smyczkowe oraz elementy flirtu". Tom Ewing, recenzent The Guardian wyznał, iż utwór "to jedna z prostych piosenek obecnego popu, która wynosi głos Cheryl Cole na szczyt", a Louise McCudden z In The News stwierdziła, że "pomimo najbardziej przyziemnej warstwy lirycznej jakąkolwiek słyszała w utworze, "Parachute" to świetnie wykalkulowana piosenka, która zapada w pamięci każdego słuchacza". Krytyk portalu MusicOMH, Sam Shepherd uznał, iż kompozycja najlepiej eksponuje wokal Cole ze wszystkich piosenek zawartych na albumie oraz pochwalił "świetnie skoordynowaną orkiestrę za genialne brzmienie utworu".

## Promocja
Po raz pierwszy wokalistka zaprezentowała utwór dnia 12 grudnia 2009 w programie Cheryl Cole's Night In za pośrednictwem stacji ITV1. Podczas występu Cole wykonała taniec latynoamerykański wraz z Derekiem Hough. Dnia 12 marca 2010 wokalistka miała wykonać utwór w programie Friday Night with Jonathan Ross oraz gościć na antenie radia BBC Radio 1, jednak występy zostały odwołane ze względu na chorobę Cole. Tydzień później arytystka zaśpiewała "Parachute" na koncercie charytatywnym Sport Relief, zaś dnia 23 marca 2010 miał miejsce odwołany wcześniej występ Cheryl w radiu BBC Radio 1, gdzie oprócz singla wokalistka wykonała utwór "Fireflies" z repertuaru zespołu Owl City.

## Wydanie singla
Dnia 26 grudnia 2009, tydzień po emisji programu Cheryl Cole's Night In utwór zadebiutował na pozycji #65 notowania UK Singles Chart jedynie dzięki sprzedaży w singla w formacie digital download.
9 stycznia 2010 "Parachute" ponownie pojawił się w zestawieniu na miejscu #88. Miesiąc później kompozycja znalazła się w Top 40 listy na pozycji #26. Pod koniec marca 2010 piosenka osiadła na szczytowym miejscu #5, czyniąc z utworu trzeci singel Cheryl Cole, który znalazł się w Top 5 notowania UK Singles Chart oraz w Top 10 oficjalnej listy przebojów w Irlandii. W Wielkiej Brytanii kompozycja odznaczona została srebrną płytą za sprzedaż przekraczającą 300.000 egzemplarzy, kontynuując sukces poprzednich dwóch singli wydanych przez artystkę. W Irlandii utwór znalazł się na pozycji #4, jedno miejsce wyżej w porównaniu z rodzimym krajem wokalistki.

## Teledysk
Teledysk do singla nagrywany był w styczniu 2010 w Londynie, w Pałacu Eltham oraz reżyserowany przez AlexandLiane. Premiera klipu miała miejsce dnia 31 stycznia 2010 na antenie stacji telewizyjnej Channel 4. Koncepcja teledysku podobna jest do występu arytstki w programie Cheryl Cole's Night In, gdzie Cole wraz z Derekiem Hough wykonuje taniec latynoamerykański oraz tańczy z grupą tancerzy.

## Listy utworów i formaty singla
Międzynarodowy CD singel
1. "Parachute" (Edycja radiowa) – 3:31
2. "Just Let Me Go" – 3:07

Singel digital download
1. "Parachute" (Edycja radiowa) – 3:31
2. "Parachute" (Buzz Junkies club mix) – 5:44
3. "Parachute" (Ill Blu remix) – 4:50
4. "Parachute" (The Euphonix remix) – 3:10
5. "Parachute" (Self-Taught Beats remix) – 3:41

## Notowania i certyfikaty
| Lista (2010)                          | Najwyższa pozycja |
| ------------------------------------- | ----------------- |
| Belgian Wallonia Singles Chart        | 14                |
| Bulgaria Singles Top 40               | 6                 |
| Czechy (IFPI)                         | 12                |
| European Hot 100 Singles              | 19                |
| Niemcy (Media Control Charts)         | 78                |
| Irish Singles Chart                   | 4                 |
| Polska (ZPAV)                         | 2                 |
| Rumunia (UPFR)                        | 1                 |
| Szkocja (The Official Charts Company) | 2                 |
| Słowacja (IFPI)                       | 49                |
| UK Singles Chart                      | 5                 |

| Lista (2010)     | Pozycja |
| ---------------- | ------- |
| UK Singles Chart | 49      |

| Kraj                  | Certyfikat |
| --------------------- | ---------- |
| Wielka Brytania (BPI) | Srebro     |

## Historia wydania
| Kraj            | Data             | Format                                                                     | Wytwórnia           |
| --------------- | ---------------- | -------------------------------------------------------------------------- | ------------------- |
| Irlandia        | 11 marca 2010    | Digital EP, Digital download: Remixes                                      | Polydor Records     |
| Norwegia        | 14 marca 2010    | Digital: Buzz Junkies Remixes, Ill Blue Remixes, Euphonix Instrumental Mix | Universal Music     |
| Wielka Brytania | 14 marca 2010    | Digital EP Digital download; Ill Blu Remix                                 | Fascination Records |
| Wielka Brytania | 15 marca 2010    | CD Single                                                                  | Fascination Records |
| Wielka Brytania | 31 sierpnia 2010 | Digital download; Buzz Junkies Remix                                       | Fascination Records |
| Szwecja         | 13 września 2010 | Digital EP                                                                 | Universal Music     |